# The Village at Sunriver
The Village at Sunriver est un centre commercial américain situé à Sunriver, dans le comté de Deschutes, en Oregon. Ce centre à ciel ouvert réparti en vingt bâtiments a pour locomotive un supermarché appelé Sunriver Country Store.